# Cantone di Neuville-aux-Bois
Il Cantone di Neuville-aux-Bois era una divisione amministrativa dell'arrondissement di Orléans.
È stato soppresso a seguito della riforma complessiva dei cantoni del 2014, che è entrata in vigore con le elezioni dipartimentali del 2015.
Comprendeva i comuni di:
- Bougy-lez-Neuville
- Ingrannes
- Loury
- Neuville-aux-Bois
- Rebréchien
- Saint-Lyé-la-Forêt
- Sully-la-Chapelle
- Traînou
- Vennecy
- Villereau